# Frătăuții Noi
Frătăuții Noi es una comuna ubicada en el distrito de Suceava, Rumania.

## Superficie
Posee una superficie de 54,57 kilómetros cuadrados.

## Demografía
Hasta 2021 la población era de 5959 habitantes, con una densidad de población de 109,2 habitantes por kilómetro cuadrado.